# Gottfried Hendtzschel

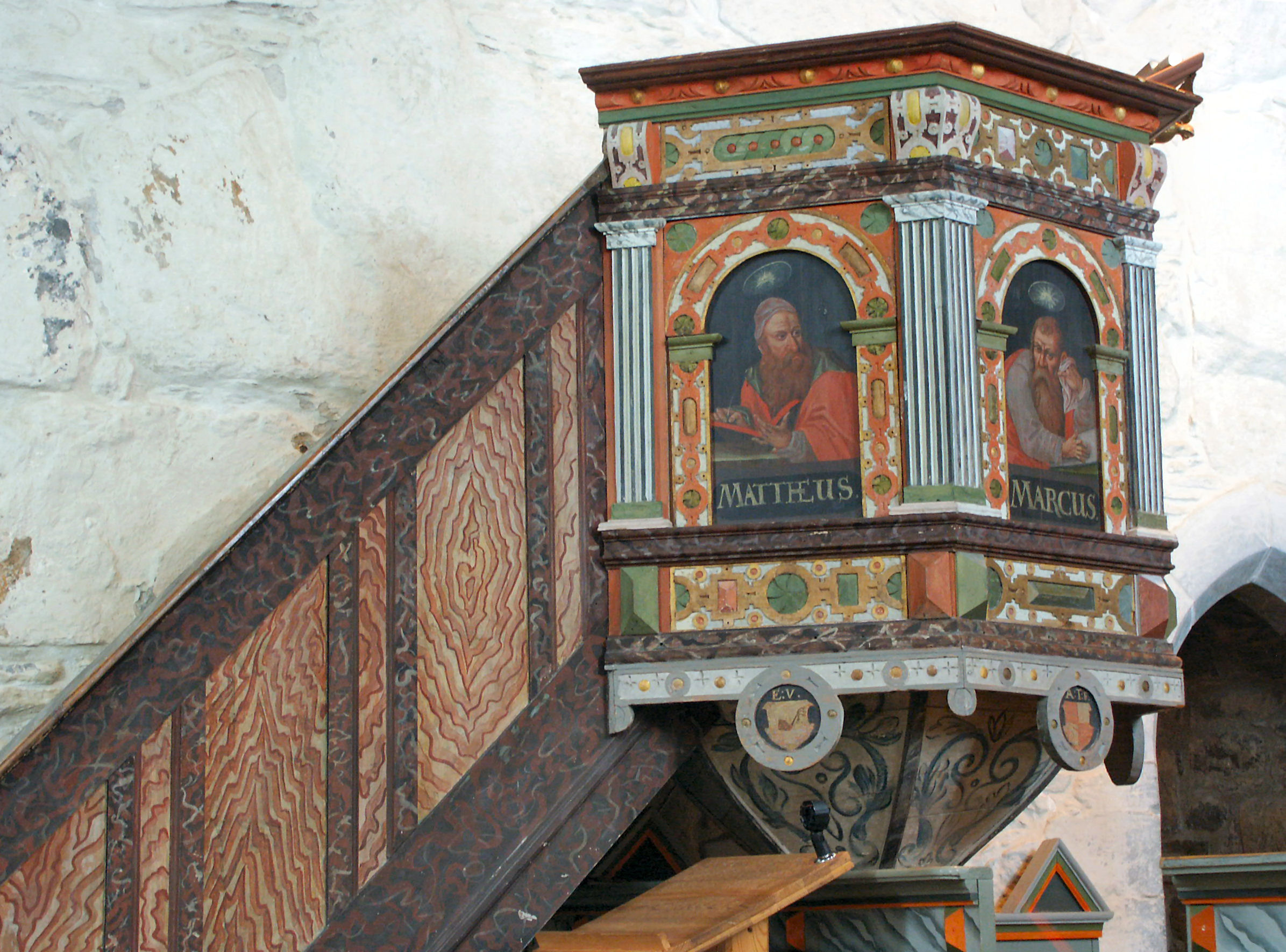
Predikstolen i Utsteins kloster.

Gottfried Anderssøn Hendtzschel, född i Breslau i dåvarande Schlesien, var en tysk 1600-talsmålare verksam i Norge, en av de mest betydande i landet på sin tid.
Han verkade i Stavanger cirka 1620–1650, och utförde dekorativa arbeten, bibliska figurer och ornamentik i en lång rad kyrkor i Rogaland och Asker, bland annat i Talgje kirke, Utstein klosterkirke och Ogna kirke. I Røldal stavkirke målade han förutom altartavlan och predikstolen (1629) också korets eleganta rankverk, och 1635 altartavla och staffering i Årdal.
Motiven i hans många altartavlor är tämligen trogna efterhärmningar av kompositioner av Lucas van Leyden, Federico Barocci, Abraham Bloemaert, Karel van Mander den yngre och Jacques de Gheyn, men med en särpräglad kolorit. Av hans få bevarade porträtt är de av sockenprästen Daniel Jørgenssøn och hans hustru i Hjelmeland kirke de främsta.

## Kända verk
- Årdal gamle kirkes altartavla och predikstol, omkring 1620
- Orre kirkes predikstol från 1625
- Bore kirkes  altartavla från 1625
- Utsteins klosters predikstol, 1625–50
- Oddernes kirkes 24 helfigurer från 1620-tallet
- Røldal stavkirkes  altartavla, 1627–29
- Vestre Moland kirkes altartavla, 1630
- Randaberg kirke, 1630
- Jelsa kirke, 1647
- Sauda kirkes altertavla, 1663